# Idiocerus turkestanicus
Idiocerus turkestanicus är en insektsart som beskrevs av Dubovsky 1966. Idiocerus turkestanicus ingår i släktet Idiocerus och familjen dvärgstritar. Inga underarter finns listade i Catalogue of Life.